# Klāvs Elsbergs
Klāvs Elsbergs, né le 3 janvier 1959 et décédé le 5 février 1987, est un traducteur et poète letton.

## Biographie
Klāvs Elsbergs est né à Riga en Lettonie sous le régime soviétique, fils de l'écrivaine Vizma Belševica et du traducteur Zigurds Elsbergs. De 1977 à 1982, il étudie la philologie française à l'Université de Lettonie. Il traduit de la poésie à partir du français, de l'anglais et du russe (notamment Guillaume Apollinaire, Paul Eluard, Tristan Tzara, Louis Aragon). En 1978, il épouse la jeune poète et traductrice Irēna Auziņa. Il travaille comme rédacteur pour les éditions Liesma, et participe activement au lancement de la revue mensuelle Avots, dont le premier numéro rencontre ses lecteurs le 1er janvier 1987.

## Style
Pour le critique Viesturs Vecgrāvis : "Son style émotif a souvent recours à la langue quotidienne, à la langue de la rue. Dans un refus de toute rhétorique, il place l'expérience de la vie au cœur de son travail poétique. Sa poésie porte un regard ironique et sans concession sur la condition humaine et sur le monde contemporain".
Les poèmes de Klāvs Elsbergs ont été fréquemment mis en musique. Le groupe de rock letton Pērkons, emblématique de la fin de l'Union soviétique et rendu célèbre par le documentaire de Juris Podnieks Est-il facile d'être jeune?  a adapté de nombreux textes (musique de Juris Kulakovs) : Kukurūza, Baletomānija, Lampas un zvaigznes, Neatvadīsimies, No naktssargu būšanām, Eksotiskā sala.... Il compte aussi parmi ses interprètes le groupe Zodiaks ou le chanteur Kaspars Dimiters.
En 2009, les éditions Mansards ont édité sous le titre de Dzeja [Poésie] les trois recueils publiés de son vivant ainsi qu'un certain nombre d'inédits.

## Décès
Klāvs Elsbergs trouve la mort dans le 5 février 1987 dans des circonstances qui n'ont jamais été élucidées. À la fin d'une soirée à la Maison des écrivains de Dubulti, il fait la chute de la fenêtre de sa chambre du 9e étage. L'enquête criminelle conclut à un accident. De forts soupçons d'assassinat demeurent (quelqu'un l'aurait jeté ou poussé par une fenêtre).[réf. nécessaire] En 1990, sa mère, Vizma Belševica avançait, sur la base de témoignages d'intellectuels russes de l'immigration que son fils se serait retrouvé en possession des documents qu'un certain colonel Krasnov lui aurait transmis, mettant en cause "le fonctionnement mafieux du comité central" du Parti communiste de la République soviétique de Lettonie de l'époque.
Klāvs Elsbergs repose au cimetière Rainis.

## Prix Klāvs Elsbergs
1987, aussitôt après sa mort, le Prix Klāvs Elsbergs est créé, attribué par l'Association des jeunes écrivains de Riga (Rīgas jauno literātu apvienība) récompensant un premier ouvrage publié. En raison de la crise qui frappe l'édition lors de l'effondrement de l'Union soviétique, le prix est alors attribué à des publications en revue ou dans la presse. De 1990 à 1993, le prix est suspendu. De 1994 à 2003, le prix est remis à des manuscrits de poètes ou de traducteurs de poésie débutants. Le texte récompensé est alors publié. Il est aujourd'hui délivré par l'Union des écrivains de Lettonie (Rakstnieku savienība) représentée par le poète Edvīns Raups, en coopération avec les héritiers de Klāvs Elsbergs (Irēna Auziņa) et des éditeurs. Siègent également au jury, les lauréats des trois années précédentes. Le nouveau modèle du prix a été conçu par l'expert indépendant Ingus Josts.
Lauréats du prix
- 1987 : Pēters Brūveris - pour le recueil de poésies Melnais strazds, sarkanie ķirši.
- 1988 : Andris Breže dit Žebers - pour le recueil de poésies Tetovējumi.
- 1989 : Guntis Berelis - pour le recueil de nouvelles Mitomānija.
- 1990 : Edvīns Raups - pour l'ensemble de ses publications dans la périodique.
- 1991 : Jānis Einfelds - pour les publications de prose courte dans la presse, et Andris Akmentiņš - pour les publications de poésie dans la presse.
- 1992 : non attribué
- 1993 : non attribué
- 1994 : Linards Zolnerovičs - pour le recueil de poésies Zius.
- 1995 : Anna Auziņa - pour le recueil de poésies Atšķirtie dārzi.
- 1996 : Kristīne Sadovska - pour le recueil de poésies Jukusi saulespuķe.
- 1997 : Jana Vērdiņa - pour les œuvres choisies des dadaïstes allemands Annai Blūmai.
- 1998 : Jolanda Silanže dite Jo - pour le recueil de poésies Manas mīļās vārds.
- 1999 : Inga Gaile - pour le recueil de poésies Laiks bija iemīlējies.
- 2000 : Marts Pujāts - pour le recueil de poésies Tuk tuk par sevi.
- 2001 : Pūķis - pour le recueil de poésies Logz 1.0.